# Friedrich Graß
Friedrich Martin Graß (* 9. Januar 1902 in Ludwigshafen am Rhein; † 31. August 1971 in Landau in der Pfalz) war ein deutscher Volkswirt und Politiker.

## Leben
Graß entstammte einer alteingesessenen Pfälzer Familie. Nach dem Abitur nahm er das Studium der Volkswirtschaften auf, das er 1928 mit der Promotion abschloss. Erste politische Erfahrungen sammelte Graß in den frühen 1920er Jahren als Anhänger der nationalistischen Bewegung in der Pfalz, die sich – auch gewaltsam – gegen die französische Besatzung ihrer Heimat nach dem Ersten Weltkrieg und gegen separatistische Strömungen in der einheimischen Bevölkerung wandte. Zum lebenslang bewunderten politischen Vorbild wurde zu dieser Zeit der jungkonservative Schriftsteller und Aktivist Edgar Jung, einer der maßgeblichen Organisatoren des „pfälzischen Abwehrkampfes“, dem er bis zu Jungs gewaltsamen Tod 1934 eng verbunden blieb.
In den Jahren 1927 bis 1934 verdiente Graß seinen Lebensunterhalt als Redakteur. 1930 heiratete er Johanna Drießen. Aus der Ehe gingen drei Kinder hervor, darunter der Politiker und Bundestagsabgeordnete Karl Martin Graß. Von 1938 bis 1948 betätigte sich Friedrich Graß als Berufsberater. 
Nach dem Ende der NS-Herrschaft begann er, sich politisch in der CDU zu betätigen. Von 1948 bis 1949 amtierte Graß als Landrat in Bergzabern, von 1950 bis 1967 als Landrat in Landau. Zwischenzeitlich saß er von 1950 bis 1951 als Abgeordneter im Landtag von Rheinland-Pfalz. Bis 1965 bekleidete er darüber hinaus das Amt des stellvertretenden Landesvorsitzenden der CDU in Rheinland-Pfalz. Ihm wurde die Freiherr-vom-Stein-Plakette verliehen.

## Schriften
- Die Liquidation des Stinnes-Konzerns und ihre Behandlung in der Presse, Thiemesche Druckereien, Kaiserslautern 1928. (Dissertation)
- „Edgar Julius Jung (1894-1934)“, in: Kurt Baumann [Hrsg.]: Pfälzer Lebensbilder, Bd. I, Speyer 1964, S. 320–348.